# إيمان بقاعي
إيمان يوسف بِقاعي (1960) روائية وأكاديمية أدبيّة لبنانية. ولدت في دمشق وأقامت في بيروت. نالت الإجازة في اللغة العربية من جامعة بيروت العربية عام 1983، ودبلوم الدراسات العليا عام 1992 والدكتوراه في اللغة العربية وآدابها، من الجامعة الإسلامية في لبنان عام 2007. لها مؤلفات كثيرة للأطفال والنّاشئة وروايات وقصص قصيرة للكبار. ولها كتب أكاديمية ودراسات في الأدب والتّربية وأدب الأطفال والناشئة.

## سيرتها
ولدت إيمان بنت يوسف البقاعي في مدينة دمشق سنة 1380 هـ/ 1960 م. درست في جامعة بيروت العربية، فنالت الإجازة فيها باللغة العربية وآدابها 1983، ثم دبلوم دراسات عليا 1992. ثم نالت شهادة الدكتوراه في اللغة العربية وآدابها، من الجامعة الإسلامية في لبنان عام 2007.

هي أستاذة جامعية متخصّصة في الأدب العربي وأدب الأطفال والنّاشئة والكتابة الأكاديمية. عضوة في اتحاد الكتاب اللبنانيين.

## مؤلفاتها
- «عزَّة»، 1982
- « ومني الوفاء»، 1984
- «الأرملة »
- «وتحت ضوء القمر» ،
- «دوران في نقطة تحول »
- «الآخر»
- «أجيئك حيث تكونين»، 2008
- «الأثير»، 2021

ولها للأطفال:
- «قصص للأطفال»، 1999
- «أبو مروان وقصص أخرى... قصص تربوية»، 1999
- «إصنع بنفسك»، 1999
- «حواسنا-الجلد أداة حاسة اللمس»، 1999
- «حواسنا-الأذن أداة حاسة السمع»، 1999
- «حواسنا-الأنف أداة حاسة (الشم)»، 1999
- «حواسنا-العين أداة حاسة البصر»، 1999
- «حواسنا-اللسان أداة حاسة الذوق»، 1999
- «قانا»، 1998
- «سيدات صغيرات»، 2006
- «كيف أعتني بصحتي وغذائي (مرشدك إلى تنظيم غذائك منذ الصغر)»، 2007

من دراساتها:
- «سليمان العيسى منشد العروبة والأطفال»، 1995
- «نازك الملائكة والتغيرات الزمنية»، 1995
- «معروف الرصافي نار أم كلم»، 1995
- «سعيد عقل الإبحار إلى فينيقي»ا، 1995
- «إلياس أبو شبكة والفردوس المشتهى»، 1995
- «ميخائيل نعيمة»، 1995
- «الفيتوري ؛ الضائع الذي وجد نفسه»، 1995
- «الوطن في أدب الشراكسة العربي والمعرب»، 1997
- «الالتزام الإنساني في شعر عبد الله باشراحيل»، 2003
- «فن قصة الأطفال»، 2004
- «القيم الروحية والإنسانية في شعر عبد العزيز محيي الدين خوجة»، 2004
- «المتقن في الأدب العربي المعاصر»، 2007

ولها أيضًا:
- «الرياضة لكل أفراد الأسرة»، 1998
- «أطفالنا بين الصحة والمرض»، 1998
- «تغذية وطعام الطفل»، 1998
- «قاموس ألعاب الأطفال»، 1998
- «دروب السلامة والوقاية لأفراد الأسرة (في المنزل وخارجه)»، 1998
- «معجم الأفعال»، 2002
- «معجم الحروف»، 2003
- «قصص الأطفال (ماهيتها، اختيارها، كيف نرويها)»، 2003